# Zsolt Muzsnay
Zsolt Muzsnay est un footballeur roumain né le 20 juin 1965 à Cluj. Il évoluait au poste de milieu de terrain.
Il a participé à la Coupe du monde 1990 avec l'équipe de Roumanie.

## Carrière
- 1983-1988 : Universitatea Cluj-Napoca  Roumanie
- 1988-1989 : FC Bihor Oradea  Roumanie
- 1989-1990 : Steaua Bucarest  Roumanie
- 1990-1991 : FC Fehérvár  Hongrie
- 1991-1992 : Royal Antwerp FC  Belgique
- 1992-1995 : FC Fehérvár  Hongrie
- 1998-1999 : FC Bihor Oradea  Roumanie

## Palmarès

### Avec le Steaua Bucarest
- Vice-Champion de Roumanie en 1990.

### Avec le Royal Antwerp
- Vainqueur de la Coupe de Belgique en 1992.

### Équipe nationale
- 6 sélections et 0 but avec l'équipe de Roumanie entre 1984 et 1990.